# 厚身犀孔鯛
厚身犀孔鲷，为輻鰭魚綱奇鯛目大鱗鲷科的其中一種。分布於西太平洋區，包括巴布亞紐幾內亞及菲律賓海域，屬深海魚類，棲息深度可達1500公尺，體長可達11公分。

## 扩展阅读
維基物種上的相關：厚身犀孔鲷